# استان ساندیا
استان ساندیا (به اسپانیایی: Provincia de Sandia) یک استان در پرو است که در منطقه پونو واقع شده‌است. استان ساندیا ۱۱٬۸۶۲٫۴۱ کیلومتر مربع مساحت و ۶۵٬۴۳۱ نفر جمعیت دارد و ۲٬۱۷۸ متر بالاتر از سطح دریا واقع شده‌است.